# ジェームズ・ドドソン (数学者)
ジェームズ・ドドソン（英: James Dodson、約1705年 - 1757年11月23日
）は、イギリスの数学者、アクチュアリー。保険産業を革新した。

## 経歴
マシュー・マティによれば、ドドソンはド・モアヴルに師事した。ドドソンは会計士、教師として働いた。1752年、ドドソンの友人であった第2代マクルズフィールド伯爵ジョージ・パーカーが王立協会会長に就任し、1755年1月16日にドドソンは協会フェローに選出された。8月7日、クライスト病院の王立数学校とストーンズスクールの校長となった。1757年11月23日に没す。当時、ワッピングのベル・ドックに居を構えていた。

## アクチュアリー
アミカブル・ソサエティに45歳超過との理由で加入を拒否されたドドソンはより"公平な"（Equitable）保険プランを練って新たな保険協会を立ち上げる決心をした。ドドソンのプランは1693年にエドモンド・ハレーによって開発された生命表に基づくものであった。長期生命保険のリスクを相殺するように保険料を設定した。しかし、ドドソンは協会設立の認可を確保しようとするも失敗に終わった。1762年、エドワード・ロウ・マリスらによって、ドドソンが過去10年で発展させてきた保険数理の原理を実践するためにエクイタブル生命が設立された。

## 功績
数学者としてドドソンは著作 The Anti-Logarithmic Canon と The Mathematical Miscellany で知られている。
1742年に発表された The Anti-Logarithmic Canon. Being a table of numbers consisting of eleven places of figures, corresponding to all Logarithms under 100,000, with an Introduction containing a short account of Logarithms は1849年まで他に類を見ない対数表であった。この表はウォルター・ワーナーとジョン・ペルによって1630年から1640年までの期間に実際に計算されたものであると言われている。ワーナーがハーバート・ソーンダイクに残し、ソーンダイクの死後にリチャード・バズビーの下に渡り、最終的に王立協会によって買い取られ、その後の数年間喪失していた。チャールズ・キャヴェンディッシュに宛てた1644年8月7日付のペルの手紙には、ワーナーは破産したと記されている。ペルはワーナーの原稿が債権者によって破棄されるかもしれないと危惧していた。 
1747年、ドドソンは The Calculator … adapted to Science, Business, and Pleasure を出版した。7桁精度の対数など小さな表をまとめた大規模な集成であった。ドドソンはこれをウィリアム・ジョーンズ（William Jones）に捧げている。同年から刊行し始めた  The Mathematical Miscellany では数学の様々な分野における多数の問題を解析的・代数的方法で解決している。i巻に付された序文は1747年1月14日付けのものだが、表題には1748年と示されている。この巻はド・モアヴルに捧げられ、1775年に第二版が発行された。ii巻（1753）はデイヴィッド・パピヨン（David Papillon）に捧げられ、ド・モアヴルの作品が載せられている。iii巻（1755）はマクルズフィールド伯爵と王立協会に捧げられ、年金や財産復帰、保険、賃貸借などに関する問題に取り組んでいる。1750年に出版した Accountant, or a Method of Book-keeping はマクルズフィールド伯爵に捧げられた。1751年、ジョン・カージーやジョージ・シェリーによって既に編集されていたエドモンド・ウィンゲートの Arithmetic を再編した。
An Account of the Methods used to describe Lines on Dr. Halley's Chart of the terraqueous Globe, showing the variation of the magnetic needle about the year 1756 in all the known seas は等磁線について扱ったもので、ドドソンが死去した後の1758年に出版された。

## 家族
ドドソンの3人の子は何の備えもないまま取り残された。1757年12月15日にクライスト病院で開催された会議にて、ウィリアム・マウンテン（William Mountaine）が読んだ嘆願書では、「ドドソンは非常に過酷な状況で没し、母を失った何の備えもない3人の子、15歳のジェームズ、11歳と9か月のトマス、8歳のエリザベスが取り残されている」と述べられた。トマスとエリザベスは病院に引き取られた。エクイタブル生命が開設してドドソンの死から15年以上が経った後、ドドソンの生命表に対する報酬としてドドソンの子供に300ポンドを与える決議が議事録に盛り込まれた。長男ジェームズ（オーガスタス・ド・モルガンの母方の祖父）は、1764年にエクイタブル生命のアクチュアリーとなり、1767年に税関庁舎に就職した。

## 著書
- The anti-logarithmic canon. (1742). ISBN 1170987729
- The calculator: being correct and necessary tables for computation. Adapted to science, business, and pleasure. (1747). ISBN 1278719741
- Accountant, or a Method of Book-keeping. (1750)
- The Mathematical Repository. 3. (1755). ISBN 1357130031
- First Lectures on Insurance. (1756)
- William Mountaine; James Dodson (1758). An account of the methods used to describe lines, on Dr. Halley's chart of the terraqueous globe ; shewing the variation of the magnetic needle about the year 1756, in all the known seas. ASIN 114086839X